# Већински изборни систем са релативном већином
Већински изборни систем са релативном већином (скр. ВИСРВ), прво-преференцијално гласање или већинско гласање јесте једно-победнички већински изборни систем рангираног гласања где бирачи гласају за само једног кандидата, и кандидат са највише гласова јесте победник, чак и ако не добија већину гласова.
У теорији друштвеног избора, већинско гласање се сматра дегенерисаним обликом рангираног гласања, где бирачи „рангирају“ кандидате, али је само прва преференција важна; као резултат, већинско гласање се обично имплементира помоћу изабери-једно гласачког листића, где бирачи гласају за само једног кандидата.
Већинско гласање се користи за избори британског доњег дома још од средњег века. Његова употреба се протеже на бивше британске колоније, пре свега на Сједињене Државе, Канаду и Индију. Користи се за доделу мандата у парламентарним изборима у око трећину света, углавном у Англофонским државама. Већински систем је исто коришћен за бирање председника у неким државама, али је мање употребљено од двокружног система.
Без обзира на његову једноставност и старину, већинско гласање има неколико великих недостатака. Као метод којим победник узима све, често даје непропорционалне резултате, посебно када се бирају одборници парламента, у смислу да политичке странке не добијају репрезентацију према њиховом уделу гласова. Ово обично фаворизује највећу странку и странке са јаку регионалну подршку на штету мањих странка без географски-концентрисане базе.
Присталице изборне реформе су генерално веома критичне према већинског гласања због овога и указују на друге недостатке, као што је рањивост већинског гласања на џеримандеринг који може да створи дисторзију репрезентације у парламенту, велики износ потрошених гласова, и шанса преокрета већине (тј, странка која добије највише гласова добија мање мандата од друге-највеће странке и губи избори). Током 20. века много државе које су пре употребиле већинско гласање су престале користити тај изборни систем. Те државе су замениле већинско гласање са других изборних система, укључујући бивше британске колоније Аустралија и Нови Зеланд (Аустралија сада користи преференцијално гласање за доњи дом парламента, и појединачно преносиво гласање за горњи дом парламента, а Нови Зеланд користи мешовиту пропорцијалну репрезентацију за њихов парламент.)
Неке државе користе већинско гласање заједно са пропорцијалну репрезентацију у изборном систему мешовите већинске репрезентације, или у компензаторним мешовитих система, нпр. део мешовите пропорционалне репрезентације.

## Опис
Избори који употребљавају већинско гласање подразумевају једног победника. Гласачки листић захтева од бирача да означе само једну опцију са листе кандидата. Који год кандидат добија највише гласова побеђује. У парламентарном избору, држава је подељена на било који број изборних округа, од којих свака бира једног представника у парламенту помоћу већинског гласања.

## Пример
Замислите да Србија има референдум да одлучи где ће јој бити главни град. У овом измишљеном примеру, нек цело изборно тело Србије од 100 људи живи у само 4 града: Београду, Краљеву, Приштини и Нишу, и да сви желе да живе што је ближе главном граду што је то могуће.
Кандидати за главни град су:
- Београд, највећи град у држави, са 42% бирача, али је далеко од других градова.
- Краљево, са 26% гласача
- Ниш, са 17% гласача
- Приштина, са 15% гласача

Преференце би биле овако подељене
| 42% бирача (Београд)                     | 26% бирача (Краљево)                     | 17% бирача (Ниш)                         | 15% бирача (Приштина)                    |
| ---------------------------------------- | ---------------------------------------- | ---------------------------------------- | ---------------------------------------- |
| 1. Београд 2. Краљево 3. Ниш 4. Приштина | 1. Краљево 2. Ниш 3. Приштина 4. Београд | 1. Ниш 2. Приштина 3. Краљево 4. Београд | 1. Приштина 2. Ниш 3. Краљево 4. Београд |

У већинском гласању су важне само прве поставке. Бирачима је дозвољено да направе само један избор кандидата. На тај начин, гласови би се рачунали као 42% за Београд, 26% за Краљево, 17% за Ниш и 15% за Приштину. Пошто Београд има највише гласова, он би победио у избору који користи већинско гласање, иако већина бирача преферира Ниш. Ово чини избор као притисак центра. Супротно, преференцијално гласање би прогласило Ниш као победник избора.

## Критеријуми метода гласања
Научници оцењују методе гласања користећи математички изведене критеријуме методе гласања, који описују пожељне карактеристике методе. Следећи критеријуми су прошли или неуспешни када се већинско гласање користи у избори са једним победником:
|    | Име критеријума                              | Објашњење/детаљи |
| -- | -------------------------------------------- | --- |
| Да | Критеријум већине                            | Критеријум већине каже да „ако је један кандидат рангиран на првом месту већином (више од 50%) бирача, онда тај кандидат мора да победи.“ Већинско гласање испуњава овај критеријум (иако не и обрнуто: кандидату није потребно 50% гласова да би победио) |
|    | Критеријум мутуалне већине                   | Критеријум мутуалне већине каже да „ако већина (више од 50%) бирача гласају за неких k кандидата, онда један од тих кандидата мора победити“. Већинско гласање не задовољава овај критеријум.                                                              |
|    | Критеријум Кондорсет победника               | Критеријум Кондорсет победника каже да „ако кандидат ће добити већину гласова у директном такмичењу без обзира с кога би се кандидат такмичио, он мора победити.“Већинско гласање не испуњава овај критеријум.                                             |
|    | Критеријум Кондорсет губитника               | Критеријум Кондорсет губитника каже да „ако ће кандидат да губи директно такмичење против сваког осталог кандидата, онда тај кандидат не сме победити избори“. Већинско гласање не испуњава овај критеријум.                                               |
|    | Критеријум независности небитних алтернатива | Критеријум независности небитних алтернатива каже да „резултат избора остаје исти чак и ако кандидат који не може да побеђује одлучује да се кандидује.“ Већинско гласање не задовољава овај критеријум. Ово чини већинско гласање подложно на спојлери.   |
|    | Критеријум независности клонова              | Критеријум независности клонова каже да ће резултат избора остаје исти, чак и ако више копија или „клонова“ кандидата се кандидују. Кандидатско клоњење узрокује поделу гласова у већинском гласању.                                                       |
| Да | Критеријум монотоности                       | Критеријум монотоности каже да кандидат не сме изгубити из разлога што је добио „превише подршке“ од неких гласова, тј. повећање ранга кандидата не може их довести до губитка. Већинско гласање задовољава овај критеријум.                               |
| Да | Критеријум доследности                       | Критеријум доследности каже да ако се комбинују два сета гласова, и оба сета гласова рангирају А над Б, требало би да резултира комбинованим гласова који рангирају А над Б. Већинско гласање задовољава овај критеријум.                                  |
| Да | Критеријум учешћа                            | Критеријум учешћа каже да кандидат не сме изгубити из разлога што је добио превише гласова. Већинско гласање задовољава овај критеријум. |
|    | Реверзна симетрија                           | Реверзна симетрија каже да ако је кандидат А победник, и преференце сваког бирача су инвертоване, онда кандидат А не сме бити победник. Већинско гласање не задовољава овај критеријум.                                                                    |
| Да | Касније без штете                            | Пошто већинско гласање узима у обзир касније преференције на гласачком листићу, немогуће је наштетити или помоћи омиљеном кандидату означавањем каснијих преференција, тако да испуњава оба критеријума.                                                   |
| Да | Касније без помоћи                           | Пошто већинско гласање узима у обзир касније преференције на гласачком листићу, немогуће је наштетити или помоћи омиљеном кандидату означавањем каснијих преференција, тако да испуњава оба критеријума.                                                   |

## Расподела мандата према странака коришћењем већинског гласања у парламентарним изборима
Можда најупечатљивији ефекат већинског гласања је чињеница да број места странке у парламенту нема никакве везе са пребројавањем гласова на изборима, већ само у томе како су ти гласови били географски дистрибуирани. Ово је била мета критика за ову методу јер многи тврде да је основни захтев изборног система да тачно представља ставове бирача. Већинско гласање често ствара „лажне већине“ превеликим представљањем већих странка (дајући већину посланичких/законодавних места странци која није добила већину гласова) док недовољно представља мање странке.  У Канади су већинске владе формиране због тога што је једна странка освојила већину гласова у Канади само три пута од 1921.: 1940., 1958. и 1984. године. У Уједињеном Краљевству, 19 од 24 парламентарних избора од 1922. године произвели су једностраначку већину. У свим осим у два избора (1931. и 1935.), водећа странка није имала већину гласова широм Уједињеног Краљевства.
У екстремним случајевима, ово може довести до тога да странка добије релативну већину или чак већину укупних гласова, али и даље не успе да добије релативну већину посланичких места. Ово резултира ситуацијом која се зове преокрет већине или изборна инверзија.Познати примери друге-највеће странке (по гласовима на националном нивоу) која је освојила већину места укључују изборе у Гани 2012, на Новом Зеланду 1978. и 1981. и у Уједињеном Краљевству 1951. године. Познати примери друге-највеће странке (по гласовима на националном нивоу) која је освојила релативну већину мандата укључују изборе у Канади 2019. и 2021. као и у Јапану 2003. године. Чак и када странка освоји више од половине гласова у скоро двостраначком такмичењу, могуће је да другопласирани освоји већину места. То се догодило у Светом Винсенту и Гренадину 1966., 1998. и 2020. и у Белизу 1993. године. Чак и са само две странке и једнаким изборним јединицама, за освајање већине одборника једноставно је потребно добити више од половине гласова у више од половине изборних јединица—чак и ако друга странка добије све гласове дате у другим изборним јединицама—па је нешто више од четвртине гласова теоретски довољно да се освоји већина у парламенту. Са довољно кандидата који деле гласове у изборну јединицу, укупан број гласова потребних за победу може бити произвољно мали.
Под већинском гласању, мала странка може одвући гласове и места од веће странке којој је сличнија, и стога дати предност оној којој је мање слична. На пример, на председничким изборима у Сједињеним Државама 2000. левичарски Ралф Нејдер је добио више гласова од левичарског Ал Гора, што је резултирало тиме да је Нејдер ненамерно узроковао Демократе да губе избори. Према енглеској групи за политички притисак „Нека гласови буду важни“, већинско гласање ствара снажан изборни подстицај за велике странке да циљају сличне сегменте бирача са сличном политиком. Ефекат овога смањује политичку разноликост у земљи јер су веће странке подстакнуте да се удруже око сличних политика.Мрежа изборног знања „АЦЕ“ описује индијску употребу већинског гласања као „наслеђе британског колонијализма“.
Дувержеров закон је идеја у политикологији која каже да ће изборне јединице које користе већинско гласање довести до двопартијских система, ако им се да довољно времена. Економиста Џефри Сакс објашњава:
Главни разлог већинског карактера Америке је изборни систем за Конгрес. Чланови Конгреса се бирају у једночланим изборним јединицама према принципу већинског гласања, што значи да кандидат са највише гласова осваја мандат у Конгресу. Странка или странке које су изгубиле уопште не добијају репрезентацију. Избори који користе већинско гласање имају тенденцију да произведу мали број великих странка, можда само две, што је принцип познат у политикологији као Дувержеров закон. Мање странке су гажене на првим изборима.— од Саксов Цена цивилизације (на енглеском), 2011
Међутим, већина земаља са већинско гласање има вишестраначка парламента (иако са две странке веће од осталих), а Сједињене Државе су главни изузетак. Постоји контра-аргумент Дувержеровом закону, да док на националном нивоу систем релативне већине промовише само две странке, у појединачним изборним јединицама супервећине ће довести до ломљење гласова.
Предложено је да дисторзије у географској репрезентацији дају подстицај странкама да игноришу интересе области у којима су сувише слабе да би имале велике шансе да добију репрезентацију, што доводи до владу који не владају у националном интересу. Даље, током предизборних кампања, предизборна активност странака тежи да се фокусира на маргиналне изборне јединице где постоји могућност промене у репрезентацији, остављајући немаргиналне изборне јединице искључене из учешћа у активној кампањи. Политичке партије делују тако што циљају изборне јединице, усмеравају своје активисте и предлоге ка оним изборним јединицама које се сматрају маргиналним, где сваки додатни глас има већу вредност.
Ову особину већинског гласања често користе њене присталице за разлику од пропорционалних система. У овом другом случају, мање странке делују као „краљотворци“ у коалицијама јер имају већу преговарачку моћ и стога је њихов утицај на политику несразмеран величини парламента – ово се углавном избегава у већинским системима где се углавном постиже већина. чиме се таквим владама обезбеђује законодавна моћ неопходна да спроведу своје изборне манифестне обавезе током свог мандата. Ово може бити од користи за дотичну земљу у околностима у којима владин законодавни програм има широку подршку јавности, иако потенцијално подељен по страначким линијама, или барем користи друштву у целини. Међутим, давање законодавне гласачке већине влади којој недостаје народна подршка може бити проблематично када поменута владина политика фаворизује само онај део бирачког тела који ју је подржао, посебно ако се бирачко тело дели на племенску, верску или урбано-руралну линију. Такође постоји уочено питање неправедних коалиција где мања странка може да формира коалицију са другим мањим странкама и формира владу, без јасног мандата као што је био случај на Израелским парламентарним изборима 2009. где водећа странка Кадима није могла да формира коалицију па је Ликуд, мања странка, успела да формира владу, а да није била највећа странка. Употреба пропорционалне репрезентације може омогућити мањим странкама да постану одлучујуће у парламенту земље и стекну полугу коју иначе не би уживале, иако се то може донекле ублажити довољно великим цензусом. Они тврде да већинско гласање генерално смањује ову могућност, осим када странке имају јаку регионалну основу. Један новинар у „Харец“ приметио је да израелски високо пропорционални Кнесет „приступа велику моћ релативно малим странкама, приморавајући владу да попусти пред политичким уценама и да постигне компромисе“; Тони Блер, бранећи већинско гласање, тврдио је да други системи малим странкама дају равнотежу моћи, а утицај непропорционалан њиховим гласовима. Дозвољавање кандидата у парламенту који нису били први у њиховим изборним јединицама је Дејвид Камерон описао као стварање „парламента пун других преференца који нико није стварно хтео али исто није био баш против.“ Винстон Черчил је критиковао преференцијално гласање као „одређено највише небитних гласова датих за небитне кандидате.“
Већинско гласање често узрокује стратешко гласање које је спречило екстремистичке левичарске и десничарске странке од добијања посланичких места. На пример, пропорционални системи као изборни систем Мађарске су узроковали Фидес (десничарска, популистичка странка) да осваја 135 мандата у парламентарним изборима 2022. Фидес је остала као највећа странка у Мађарској још од 2010. Од 2010, Фидес је имплементирао анти-демократске реформе што значи да Европски парламент више не сматра Мађарску као пуна демократија. С друге стране, Уставно друштво је објавило извештај тврдећи да „[у неким случајевима] већинско гласање може да подржава екстремне политике, јер ако би радикална фракција добила контролу једне од главних политичких странка, већинско гласање ради да позиција те странке остаје. То је зато што психолошки ефекат већинског гласања дестимулише симпатизере главне странке од гласања за мале странке у протесту против политике главне странке, јер гласање за мале странке би вероватно само помогло главном противнику веће странке. Уместо да смањи екстремне гласове, већинско гласање сада оснажује релативно екстремистичке гласове припаднике Радничке и Конзервативне странке у Уједињеном Краљевству.“ Активисти за изборну реформу су тврдили да коришћење већинског гласања у Јужноафричкој Републици био је фактор који је доприносио усвајањем апартхејдског система после парламентарних избора 1948. Лебланг и Чан су откривали да изборни систем нечије државе је најважнији предвиђатељ интервенције неке државе у рату, према 3 различита мерења: (1) када је држава прва ушла у рат; (2) када је ушла међународну коалицију током рата; и (3) колико је дуга остајала у рату после тога што је ушла у њега. Кад су људи добро репрезентирани у парламенту, више од тих група који би можда гласали против било ког потенцијалног рата имају приступ политичкој моћи која је потребна да се рат спречава. У пропорционалном демократијом, рат и друге главне одлуке су углавном потребне да имају дозволу већине. Британски активиста за људска права Петар Тачел и други су тврдили да Уједињено Краљевство јесте ушло у Ирачком рату углавном због политичке последице већинског гласања и да пропорционална репрезентација би спречила британску интервенцију у рату.

## Тактичко гласање
У већој мери него остали изборни системи, метода већинског гласање подстиче тактичко гласање. Бирачи имају подстицај да гласају за кандидата који има већу вероватноћу победе, за разлику од њиховог преферираног кандидата који има мању вероватноћу победе и за кога глас може да се посматра потрошеним. Већинско гласање троши мање гласова за двостраначки избори. Али потрошене гласове и мањинске владе су чешће кад велика група бирача гласа за три, четири или више странака као у канадским изборима. Канада користи већинско гласање и само два од последњих седам канадских избора (2011. и 2015.) су произвели једно-страначку већинску владу. У ниједан од тих избора је странка добила већину гласова.
Позиција је понекад препричана, у екстремном начину, као „сви гласови за било кога осим кандидата који је на другом месту јесу гласови за победника.“ То је зато што гласови за других кандидата одбијају потенцијалну подршку од кандидата који је на другом месту, који би победио. После врло тесних америчких избора 2000., неки симпатизери демократског кандидата Ал Гора су веровали да један разлог што је он губио републиканском кандидату Џорџ В. Бушу јесте зато што 2.7% бирача су гласали за Ралф Нејдера Зелене странке, и излазне анкете су откривале да више од њих би преферирали Гора (45%) према Буша са само 27%. Ови избори су били одређени резултатима из Флориде, где је Буш имао само 537 гласова више од Гора (0,009%), што је мање од 97.488 (1,635%) гласова за Нејдера.
У Порторику, постојала је склоност за симпатизери Странке за независност Порторика да гласају за кандидате Популарне демократске странке. Ова појава је одговорна за неке победе од стране Популарне демократске странке, чак и ако Нова прогресивна странка имају највише гласова у острву. Порториканци понекад зову бирачи који подржавају независну странку али гласају за кандидате популарне странке као „диње“, јер то воће је зелено споља и црвено изнутра (у односу на боје странке)
Зато што гласачи морају да предвиђају која 2 кандидата ће да имају највише гласова, резултати могу бити значајно искривљени:
- Неки бирачи ће гласати у зависности како се остали гласати, што мења њихово првобитно намеравано гласање;
- Знатан моћ је дат медији, зато што неки гласачи ће веровати медијске тврдње о томе ко ће вероватно бити водећи кандидати. Чак и гласачи који не верују медији знају да остали верују медији, и онда ти кандидати који добијају највише пажње од стране медије ће вероватно бити најпопуларнији;
- Нови кандидат без искуства, који би ипак био подржан од већину гласача би можда био посматран да нема шансе да буде један од 2 кандидата са највише гласова, и онда би изгубио гласова због тактичког гласања;
- Метода може да промовише гласови против за разлику од гласова за. На пример, у Уједињеном Краљевству (и само у Велику Британију), целе кампање су биле организоване са циљ гласањем против Конзервативне странке помоћу гласањем Радничке странке, Либерални демократи у Енглеску и Велс, и од 2015. Шкотска национална странка у Шкотску, у зависности која странка има најбоље шансе за победе у свакој изборној јединици. Такво понашање је тешко објективно измерити.

Активисти за остали једно-победнички изборни системи тврде да би остали изборни системи смањили тактичко гласање и спојлер ефекат. Примери су преференцијално гласање, двокружни систем, изборни системи који су мање употребљени као што су одобрењско гласање и Кондорсет методе.
Потрошени гласови су сматрани као ти за кандидати који су изгубили и вишак гласова за кандидата који је победио. На пример, у британском парламентарном избору 2005., 52% гласова су били за кандидати који су изгубили и 18% су били вишак—укупан износ 70% потрошених гласова. На основу тога, већина гласова можда неће играти никакву улогу у одређивању резултата избора. Овај „победник-добија-све“ систем може бити разлог зашто је излазност мањи у државе које користе већинско гласање, за разлику од све остале државе.

## Географија
Последица изборног система заснованог релативном гласању са много изборних јединица јесте да веће странке, и странке са већу географско-концентрирану подршку добијају непропорционално велики удео мандата, а мање странке са равномерно распоређену подршку добијају непропорционално мали удео мандата. То је зато што радећи ово освајају много посланичких места и не троше много гласова у другим областима. Пошто су обрасци гласања слични у око две трећине округа, има веће вероватноће да ће у већинском гласању једна странка имати већину мандата за разлику од пропорционалног гласања. У већинском гласању јесте ретко да већинска влада има подршку већина гласача. Јер већинско гласање дозвољава много трошених гласова, избори које користе већинско гласање су лакше џеримандероване. Помоћу џеримандеринга, изборне јединице су направљене да намерно повећају број мандата од једне странке прекрајањем мапа тако да једна странка има мали број изборних јединица у којима има огромну већину гласова (било због политике, демографије која има тенденцију да фаворизује једну странку или други разлози), и много изборне јединице где је у мањем неповољном положају.
Британско Друштво за изборну реформу (ДИР) каже да регионалне странке имају корист од овог изборног система. „Са географско-концентрисану базу, странке које су мање да нивоу Уједињеног Краљевства још увек могу да постижу врло добар резултат“.
С друге стране, мање странке које не концентришу своји гласови обично на крају добију много мањи удео места од гласова, јер губе већину места за која се такмиче и троше већину својих гласова.
ДИР исто тврди да у изборима са много изборних јединица који користе већинско гласање „за мале странке без географско-концентрисану базу је тешко да имају мандате“.
Нека гласови буду важни каже да у британским парламентарним изборима 2017., „Зелена странка, Либерални демократи и УКИП (мале, нерегионалне странке) су добили 11% гласова, а само 2% мандата“, и у британским парламентарним изборима 2015., „исте три странке су добиле скоро четвртину свих гласова, али су имале само 1,5% мандата.“
Према „Нека гласови буду важни“, у британским парламентарним изборима 2015. УКИП је освојио треће место на укупан број гласова (3,9 милиона/12,6%), али је освојио само један мандат у парламенту, што значи да има један мандат за 3,9 милион гласова. Конзервативци с друге стране су добили један мандат за 34.000 гласова.
„Победник-узима-све“ традиција већинског гласања доводи до искривљених репрезентација, јер преувеличава корелацију између партијске подршке и географије.
На пример, у Уједињеном Краљевству Конзервативна странка осваја многих изборних јединица у енглеских села и југ Енглеске, а Радничка странка осваја многих изборних јединица у енглеских градива и север Енглеске. Овај образац крије велики број гласова за недоминантну странку. Странке могу се наћи без изабраних политичара у значајним деловима земље, што води на појачавање осећања регионализма. Присталице странке (који ипак могу бити значајна мањина) у тим деловима земље су незаступљени.
У канадским парламентарним изборима 2019. Конзервативци су добили 98% мандата у Алберту и Саскачеван са само 68% гласова. Недостатак репрезентације осталих странака даје привид веће конзервативне подршке него што заправо постоји. Слично, у канадским изборима 2021., Конзервативна странка је освојила 88% мандата у Алберти са само 55% гласова, и 100% мандата у Саскачевану са само 59% гласова.
Већинско гласање у географским областима има тенденцију да даје резултате (нарочито већим странака) значајан број сигурних мандата, где је представник заштићен од сваке осим најдраматичније промене гласачког понашања. У Уједињеном Краљевству, Друштво за изборну реформу је проценило да више од пола свих изборних јединица су сигурни. Тврдило се да су посланици укључени у скандалу са трошковима 2009. године имали веће вероватноће да буду из сигурне изборне јединице.

## Историја
Већинско гласање је најједноставнији изборни систем, и коришћено је са вишеструко непреносиво гласање још од древних времена. Дом комуна настао је током средњег века као скупштина која представља племство округа и градова краљевине. Свака изборна јединица је углавном слала 2 посланика у парламенту. Оба посланика су била изабрана помоћу вишеструко непреносиво гласање, али допунски избори који су се дешавали између парламентарних избора су користили већинско гласање. Од 19. века и закључено са  Актом о репрезентације људи 1948., изборне јединице у Дом комуна су дозвољена да имају само једног посланика.
САД се отцепила од Британског царства крајем 18. века, а њен устав је имплементирао Електорални колегијум који бира америчког председника. Упркос првобитним намерама супротнога, у средини 19. века колегијум се претварао у де факто коришћење већинског гласања од председнички избори савезних држава. У сваком догађају, директни избори за Представничког дома су користили већинско гласање, као што си и избори за Сенат и у скуштине савњених држава и након што су директно направљене становништву. У Канади, избори за Парламент и покрајинске скупштине су увек користиле већинско гласање.

## Критицизам и замена
Остали изборни системи су били направљени од 1299. године, када је Рамон Љуљ смислио Кондорсет и Бордине методе, који су поново измишљени 18. века од Маркиз де Кондорсета и Жан-Шарл де Борда. Озбиљније истраге у изборне системе су дошле крајем 18. века, кад су неколико размишљеници независно предложили системи пропорционалне репрезентације за парламентарне изборе. Појединачно преносиво гласање нарочито је измишљено 1819. и од Томас Врајт Хила, и први пут коришћено у јавном избору 1840. од његовог сина Ровленда за Аделејдску градску скупштину у Аустралији. Појединачно преносиво гласање је први пут било коришћено на националном нивоу у Данској 1855. године, и поново је измишљено неколико пута крајем 19. века.
Друштво пропорционалне репрезентације је основано у Енглеској 1884. и почело је у кампањи. Појединачно преносиво гласање је било коришћено за универзитетске изборне јединице између 1918. и њихово укидање 1950.
Много државе које користе већинско гласање имају активне кампање за мењање изборног система на пропорционалну репрезентацију (нпр. Уједињено Краљевство и Канада). Много данашње демократије користе неку врсту пропорционалне репрезентације. У случају Уједињеног Краљевства, кампања за отклањање већинског гласања је у току најмање од 1970-их. Међутим, у обе државе, активисти за реформу суочавају се са препреком великих актуелних странка које контролишу парламент и које су подстакнуте да се одупру било каквим покушајима да замене већински изборни систем који их је изабрао мањинским гласањем.

## Државе које користе већинско гласање

### Већинско гласање коришћено за председнички избори
- Ангола
- Босна и Херцеговина (један председник за сваки народ)
- Венецуела
- Гамбија
- Демократска Република Конго
- Екваторијална Гвинеја
- Исланд
- Јужна Кореја
- Камерун
- Кирибати
- Малави
- Мексико
- Никарагва
- Нигерија
- Палестина
- Панама
- Парагвај
- Руанда
- Сингапур
- Тајван (од уставног члана 1996)
- Танзанија
- Филипини
- Хондурас

### Већинско гласање коришћено за парламентарни избори

#### Већинско гласање једини изборни систем коришћен за парламентарни избори
- Азербејџан
- Антигва и Барбуда
- Бангладеш
- Барбадос
- Бахами
- Белизе
- Белорусија
- Бермуда
- Боцвана
- Бутан (оба дома)
- Гамбија
- Гана
- Гренада
- Доминика
- Доминиканска Република (само за горњи дом)
- Еритреја
- Есватини
- Етиопија
- Замбија
- Индија (само за доњи дом)
- Јамајка
- Јемен
- Канада (само за доњи дом)
- Катар
- Кенија
- Кукова острва
- Кајманска острва
- Либерија
- Малезија
- Малави
- Малдиви
- Микронезија
- Мијанмар (оба дома)
- Нигерија (оба дома)
- Палау (само доњи дом)
- Пољска (само за горњи дом)
- Самоа
- Света Луција
- Сент Винсент и Гренадини
- Свети Китс и Невис
- Сједињене Америчке Државе (оба дома)[а][49]
- Соломонова острва
- Тонга
- Тринидад и Тобаго
- Уганда
- Уједињено Краљевство

#### Већинско гласање коришћено са другим изборним системом за парламентарни избори
- Боливија
- Бразил
- Велс
- Иран
- Неке општине у Јужноафричкој Републици
- Лесото
- Маршалска Острва
- Немачка
- Нови Зеланд
- Обала Слоноваче
- Оман
- Пакистан
- Сингапур
- Тајван
- Шкотска

#### Већинско гласање коришћено пре
- Аргентина (Већинско гласање коришћено 1902−1905. и 1951−1957)
- Аустралија (Већинско гласање коришћено до 1918)
- Белгија (Већинско гласање коришћено 1831−1899)
- Данска (Већинско гласање коришћено до 1920)
- Италија (Већинско гласање коришћено 1860−1882. и 1892−1919)
- Јапан (Већинско гласање коришћено до 1993)
- Јужноафричка Република (Већинско гласање коришћено до 1994)
- Кипар (Већинско гласање коришћено до 1981)
- Лесото (Већинско гласање коришћено до 2002)
- Либан (Већинско гласање коришћено до 2017)
- Малта (Већинско гласање коришћено до 1921)
- Мексико (Већинско гласање коришћено до 1977)
- Непал (Већинско гласање коришћено до 2008)
- Нови Зеланд (Већинско гласање коришћено до 1996)
- Папуа Нова Гвинеја (Већинско гласање коришћено до 2002)
- Португалија
- Србија (Већинско гласање коришћено 1990−1992)
- Танзанија (Већинско гласање коришћено до 1995)
- Филипини (Већинско гласање коришћено за Сенат до 1941, и за Представнички дом до 1998)
- Холандија (Већинско гласање коришћено до 1917)
- Хонг Конг (Већинско гласање коришћено 1995−1998)